# نفرین (فیلم ۱۹۲۴)
«نفرین» (انگلیسی: The Curse (1924 film)) فیلمی در ژانر درام است که در سال ۱۹۲۵ منتشر شد. از بازیگران آن می‌توان به لیلیان هاروی اشاره کرد.